# Livinské Opatovce
Livinské Opatovce (in ungherese Apátlévna) è un comune della Slovacchia facente parte del distretto di Partizánske, nella regione di Trenčín.